# Liste der Baudenkmale in Wolfenbüttel-Halchter
In der Liste der Baudenkmale in Wolfenbüttel-Halchter sind alle Baudenkmale des Ortsteils Halchter der niedersächsischen Stadt Wolfenbüttel aufgelistet. Der Stand der Liste ist der 1. März 1983.

## Allgemeines
Halchter liegt etwa drei Kilometer südlich von Wolfenbüttel. Durch den Ort führt die B 4 als Harzburger Straße. Heute halbiert die Straße den Ort, bis zur Mitte des 19. Jahrhunderts lag Halchter nur im Osten der B 4. Ab diesem Zeitpunkt expandiert der Ort Richtung Westen. Im Südwesten liegt der im 19. Jahrhundert angelegte Gutspark.
Halchter wurde um 1148/1149 das erste Mal als Halctre erwähnt. Im Jahre 1346 hieß der Ort Halchteren. Ein Rittergeschlecht derer von Halchter wurde im 13. Jahrhundert erwähnt. 1648 entstand das Rittergut.

## Baudenkmale

### Gruppen baulicher Anlagen
| Lage                                                                     | Bezeichnung | Beschreibung | ID | Bild |
| ------------------------------------------------------------------------ | --- | --- | -- | ---- |
| Alter Holzweg 4 52° 8′ 31″ N, 10° 32′ 49″ O                              | Reihenwohnhaus/Stallzeile | |    | BW   |
| Harzburger Straße (B 4) 52° 8′ 24″ N, 10° 33′ 1″ O                       | Evangelische Kirche mit Kirchhof und Kriegerdenkmal | Die Dorfkirche Halchter hat einen mittelalterlichen Kern. Die heutige Kirche ist in der Form bei einem Umbau 1792/1793 entstanden. Aus dieser Zeit stammen wahrscheinlich auch die Spitzbogenfenster, die Voutendecke und die Kanzelaltarwand. Der Turm wurde 1870 erbaut. Es ist ein quadratischer Turm mit einem spitzen Helm, dieser geht von einem Quadrat in einem Oktogon über. Im gleichen jahr wurde die Sakristei angefügt. Die Kirche steht auf dem ehemaligen Friedhof, hier stehen noch Grabsteine aus dem 18. Jahrhundert. |    |      |
| Harzburger Straße 7A 52° 8′ 32″ N, 10° 32′ 53″ O                         | Hofanlage | |    | BW   |
| Harzburger Straße 11/12, 15 52° 8′ 29″ N, 10° 32′ 55″ O                  | Rittergut mit Herrenhaus (Harzburger Straße 12), Villa (Harzburger Straße 11), mit Parkanlage und Teehaus, Wirtschaftsgebäude (Harzburger Straße 15) des Rittergutes | Das Herrenhaus wurde 1820 erbaut. Der Architekt des Hauses war Peter Joseph Krahe. Das Haus hat anderthalb Geschosse, ein Walmdach und ist im klassizistischen Stil erbaut worden. Die Fassade ist geprägt von einem breiten Mittelrisalit, davor befindet sich eine zweiläufige Treppe. Die Villa wurde 1895 erbaut, sie liegt nördlich des Herrenhauses. Die Wirtschaftsgebäude stammen aus der zweiten Hälfte des 19. Jahrhunderts.                                                                                                  |    | BW   |
| Harzburger Straße 16, 17, 18, 19, 20, 21, 22 52° 8′ 33″ N, 10° 32′ 56″ O | Hofanlagen | Die Hofanlagen befinden sich am ehemaligen westlichen Ortsrand, an der Ostseite der Harzburger Straße (B 4). Die giebelständigen Gebäude stehen in ost-westlicher Ausrichtung. Das Wohn- und Wirtschaftsgebäude steht im Norden, Stall oder Scheune im Süden des Hofes. Teilweise sind die Torpfeiler noch erhalten. Das Wohn-Wirtschaftsgebäude Harzburger Straße 17 stammt aus der zweiten Hälfte des 17. Jahrhunderts und ist im Kern das älteste Gebäude.                                                                           |    | BW   |
| Reiterstieg 3 52° 8′ 35″ N, 10° 33′ 1″ O                                 | Hofanlage | |    | BW   |
| Schlesische Straße 2 52° 8′ 38″ N, 10° 32′ 58″ O                         | Hofanlage | |    | BW   |
| Zum Okerstrand 5 52° 8′ 30″ N, 10° 33′ 1″ O                              | Kleine Hofanlage | |    | BW   |
| Zum Okerstrand 6 52° 8′ 31″ N, 10° 33′ 0″ O                              | Hofanlage | |    | BW   |
| Zum Okerstraße 10 52° 8′ 34″ N, 10° 32′ 59″ O                            | Hofanlage | |    | BW   |

### Einzelobjekte
| Lage                                                | Bezeichnung                  | Beschreibung | ID | Bild |
| --------------------------------------------------- | ---------------------------- | ------------ | -- | ---- |
| An der Kirche 1 52° 8′ 26″ N, 10° 33′ 4″ O          | Wohn- und Wirtschaftsgebäude |              |    | BW   |
| Bungenstedter Turm, B 4 52° 7′ 52″ N, 10° 33′ 30″ O | Windmühle                    |              |    |      |
| Harzburger Straße 3 52° 8′ 37″ N, 10° 32′ 51″ O     | Anbauerstelle                |              |    | BW   |
| Harzburger Straße 14 52° 8′ 25″ N, 10° 32′ 59″ O    | Ehemalige Schule             |              |    | BW   |
| Harzburger Straße 24 52° 8′ 39″ N, 10° 32′ 53″ O    | Wohn- und Wirtschaftsgebäude |              |    | BW   |
| Pommersche Straße 1 52° 8′ 36″ N, 10° 32′ 56″ O     | Wohnhaus                     |              |    | BW   |
| Ziegenberg 1 52° 8′ 35″ N, 10° 32′ 52″ O            | Anbauerstelle                |              |    | BW   |
| Zum Okerstrand 7 52° 8′ 32″ N, 10° 33′ 0″ O         | Wohn- und Wirtschaftsgebäude |              |    | BW   |
| Zum Okerstrand 8 52° 8′ 32″ N, 10° 32′ 59″ O        | Wohn- und Wirtschaftsgebäude |              |    | BW   |